# Dorin Alupei
Dorin Alupei (* 24. Februar 1973 in Cristești, Kreis Botoșani) ist ein ehemaliger rumänischer Ruderer, der zwei Weltmeistertitel gewann.

## Sportliche Karriere
Der 2,04 m große Dorin Alupei belegte bei den Junioren-Weltmeisterschaften 1990 den vierten Platz im Vierer ohne Steuermann, im Jahr darauf gewann er die Silbermedaille im Zweier mit Steuermann. Beim Nations Cup, einem Vorläuferwettbewerb der U23-Weltmeisterschaften, belegte er 1992 den zweiten Platz im Vierer mit Steuermann.
1993 trat Alupei erstmals bei den Weltmeisterschaften in der Erwachsenenklasse an und gewann zwei Medaillen. Zusammen mit Iulică Ruican, Nicolae Țaga, Viorel Talapan und Steuermann Marin Gheorghe siegte er im Vierer mit Steuermann vor den Tschechen und den Deutschen. Außer Țaga nahmen alle am nächsten Tag auch am Achter-Wettbewerb teil, dort gewannen die Rumänen Silber hinter dem Deutschland-Achter und vor dem Boot aus den Vereinigten Staaten. Auch bei den Weltmeisterschaften 1994 nahm Alupei in zwei Bootsklassen teil. Er verpasste das A-Finale im Vierer ohne Steuermann, im Achter erkämpften die Rumänen die Bronzemedaille hinter den Booten aus den Vereinigten Staaten und aus den Niederlanden. 1995 trat Alupei nur im Achter an, der den fünften Platz bei den Weltmeisterschaften in Tampere belegte. 
Bei den Olympischen Spielen 1996 in Atlanta startete Alupei im Vierer ohne Steuermann und im Achter. Im Vierer ruderten Claudiu Marin, Dorin Alupei, Dimitrie Popescu und Vasile Măstăcan auf den fünften Platz. Der rumänische Achter belegte, mit Marin und Alupei, als Sieger des B-Finales den siebten Platz, nachdem der Finaleinzug um 0,55 Sekunden gegenüber den Australiern verpasst worden war. Vierzehn Tage nach den Olympischen Spielen fanden in Glasgow die Weltmeisterschaften in den nichtolympischen Bootsklassen statt. Dorin Alupei, Claudiu Marin, Iulică Ruican, Viorel Talapan und Steuermann Alexei Răducanu siegten im Vierer vor den Tschechen und den Russen.
1997 trat Alupei bei den Weltmeisterschaften auf dem Lac d’Aiguebelette im Vierer ohne Steuermann und im Achter an. Im Vierer erkämpften Dorin Alupei, Claudiu Marin, Cornel Nemțoc und Florian Tudor die Bronzemedaille hinter den Briten und den Franzosen. Alle vier Ruderer gewannen im Achter die Silbermedaille hinter dem Boot aus den Vereinigten Staaten. Bei den Weltmeisterschaften 1998 in Köln ruderte Alupei nur im Achter und gewann die Bronzemedaille hinter den Booten aus den Vereinigten Staaten und aus Deutschland. 1999 gewann Alupei mit dem rumänischen Achter die Weltcup-Regatten in Hazewinkel und in Wien. Bei den Weltmeisterschaften in St. Catharines belegte der rumänische Achter den vierten Platz. Zum Abschluss seiner Karriere als aktiver Ruderer belegte Alupei mit dem Achter den sechsten Platz bei den Olympischen Spielen 2000 in Sydney.
Dorin Alupei blieb dem Rudersport als internationaler Schiedsrichter und Offizieller verbunden. Er ist mit der Ruderin Angela Tamaș-Alupei verheiratet.